# James Morgan Walsh
Pour les articles homonymes, voir James Walsh et Walsh.
James Morgan Walsh, mieux connu sous la signature J. M. Walsh, né le 23 février 1897 à Geelong, en Australie, et mort le 29 août 1952 à Weston-super-Mare, dans le Somerset, en Angleterre, est un romancier australien, auteur de roman policier, de science-fiction et de roman d’aventures. Pour signer sa vaste production, il utilise aussi les pseudonymes Stephen Maddock, H. Haverstock Hill, Jack Carew et George M. White.

## Biographie
Fils d'un comptable né en Australie, il fait ses études dans des écoles catholiques, puis dans un collège de Melbourne. Il travaille un temps dans l'entreprise financière de son père, puis devient brièvement commissaire-priseur et libraire. 
Il fait paraître dans la presse une première nouvelle dès 1913, mais amorce vraiment sa carrière littéraire en 1921 par la publication de trois romans d’aventures situés dans les contrées exotiques de la Nouvelle-Guinée et de l’Australie occidentale. 
En 1925, il se rend à Londres pour discuter les clauses de ses contrats avec ses éditeurs et aborde le roman policier avec The White Mask. Il retourne en Australie et continue de faire paraître des romans d’aventures sous le pseudonyme de H. Haverstock Hill et des romans policiers sous son patronyme.  Après plusieurs voyages en Angleterre, il émigre et s’y installe définitivement en 1929.
En 1931 paraissent The Struggle for Pallas et Les Corsaires du vide, deux romans de science-fiction. En 1933, il adopte le pseudonyme de Stephen Maddock pour publier des romans policiers, dont plusieurs ont pour héros l'inspecteur Slane et Timothy Terrel.  Sous son patronyme, il continue de faire paraître d'autres romans policiers avec divers enquêteurs récurrents et, à partir du milieu des années 1930, une série d’espionnage ayant pour héros Oliver Keene, dont plusieurs aventures ont été traduites en France.

## Œuvre

### Romans

#### Série d’espionnageOliver Keene
- Spies Never Return (1935)
- Island of Spies (1936)
- Dial 999 (1938) Publié en français sous le titre Un drame de la Gestapo, Paris, Tallandier, Le Lynx no 5, 1940
- Bullets for Breakfeast (1940)
- The King’s Enemies (1936) Publié en français sous le titre Document secret, Paris, Tallandier, coll. Les Romans mystérieux, 1948
- Black Dragon (1938) Publié en français sous le titre Le Dragon noir, Paris, Diderot, 1946
- Spies’ Vendetta (1939)
- Secret Weapons (1940)
- Death at His Elbow (1941)
- Spies from the Skies (1941)
- Face Value (1944)
- Whispers in the Dark (1945)
- Island Alert (1945) Publié en français sous le titre Alerte à Suez, Paris, Tallandier, coll. Les Romans mystérieux, 1950
- The Secret Service Girl (1947)
- Spies Are Abroad (1947)
- Spies in Pursuit (1949)
- Spies in Spain (1950)

#### Autres romans signés J. M. Walsh
- Tap-Tap Island (1921), roman d’aventures
- The Lost Valley (1921), roman d’aventures
- Overdue (1925), roman d’aventures
- The White Mask (1925)
- The Brethren of the Compass (1925)
- The Hairpin Mystery (1926)
- The Company of Shadows (1926)
- The Images of Hân (1927)
- The Man Behind the Curtain (1927) Publié en français sous le titre Le Mystérieux X, Paris, La Renaissance du livre, coll. Le Disque rouge, 1933
- The League of the Missing Men (1927)
- The Crimes of Cleopatra's Needle (1928)
- The Black Cross (1928) Publié en français sous le titre La Croix noire, Paris, Librairie des Champs-Élysées, Le Masque no 206, 1936
- The Green Caterpillars (1929)
- The Week-End Crime Book (1929), en collaboration avec Audry Baldwin
- The Black Ghost (1930)
- Exit Simeon Hex (1930)
- The Struggle for Pallas (1931), romans de science-fiction
- Vandals of the Void (1931), roman de science-fiction Publié en français sous le titre Les Corsaires du vide, Paris, Hachette, Le Rayon fantastique no 5, 1951
- The Silver Greyhound (1931)
- The Bandits of the Night (1932)
- Lady Incognito (1932)
- The Secret Service Girl (1933)
- King's Messenger (1933)
- The Half Ace (1936)
- The Man From Whitehall (1937)
- Tiger of the Night (1939)
- The Mystery Man (1941)
- Danger Zone (1944)
- Mutton Dressed as Lamb and Live Bait (1944), deux courts romans
- Express Delivery (1948)
- Walking Shadow (1948)
- Time to Kill (1949)
- Return to Tiger Bay (1950)
- Vanguard to Neptune (1952), roman de science-fiction Publié en français sous le titre Mission secrète pour Neptune, Paris, Hachette, Le Rayon fantastique no 31, 1955

#### Signés Stephen Maddock
- A Woman of Destiny (1933)
- Gentlemen of the Night (1934)
- Danger After Dark (1934)
- Conspirators in Capri (1935)
- The Eye at the Keyhole (1935)
- Conspirators Three (1936)
- Forbidden Frontiers (1936)
- Conspirators at Large (1937)
- Lamp-Post 592 (1938)
- The White Siren (1939)
- Spades At Midnight (1940)
- Date With a Spy (1942)
- Doorway to Danger (1942)
- Step Aside to Death (1942)
- Something on the Stairs (1944)
- Spies Along the Severn (1945)
- Gentlemen of the Night (1947)
- Exit Only (1949)
- Private Line (1950)
- East of Piccadilly (1950)
- Public Mischief (1951)
- Drums Beat at Dusk (1951)
- I’ll Never Like Friday Again (1952)
- Keep Your Fingers Crossed (1952)
- Close Shave (1952)
- Overture to Trouble (1952)

#### Signés H. Haverstock Hill
- Anne of Flying Gap (1926)
- Spoil of the Desert (1927)
- The Golden Isle (1928)
- Golden Harvest (1929)
- The Secret of the Crater (1930)

#### Signés Jack Carew
- The Leather Glove (1927)
- The Secret of the Stargazers' Club (1931)
- The Silver Idol (1931)

#### Signé George M. White
- The Mystery of the Crystal Skull (1926)